# Mount Cook Airline
Mount Cook Airline – nowozelandzka linia lotnicza z siedzibą w Christchurch, należąca do Air New Zealand. Głównym węzłem jest port lotniczy Christchurch.